# کتاب عهدی

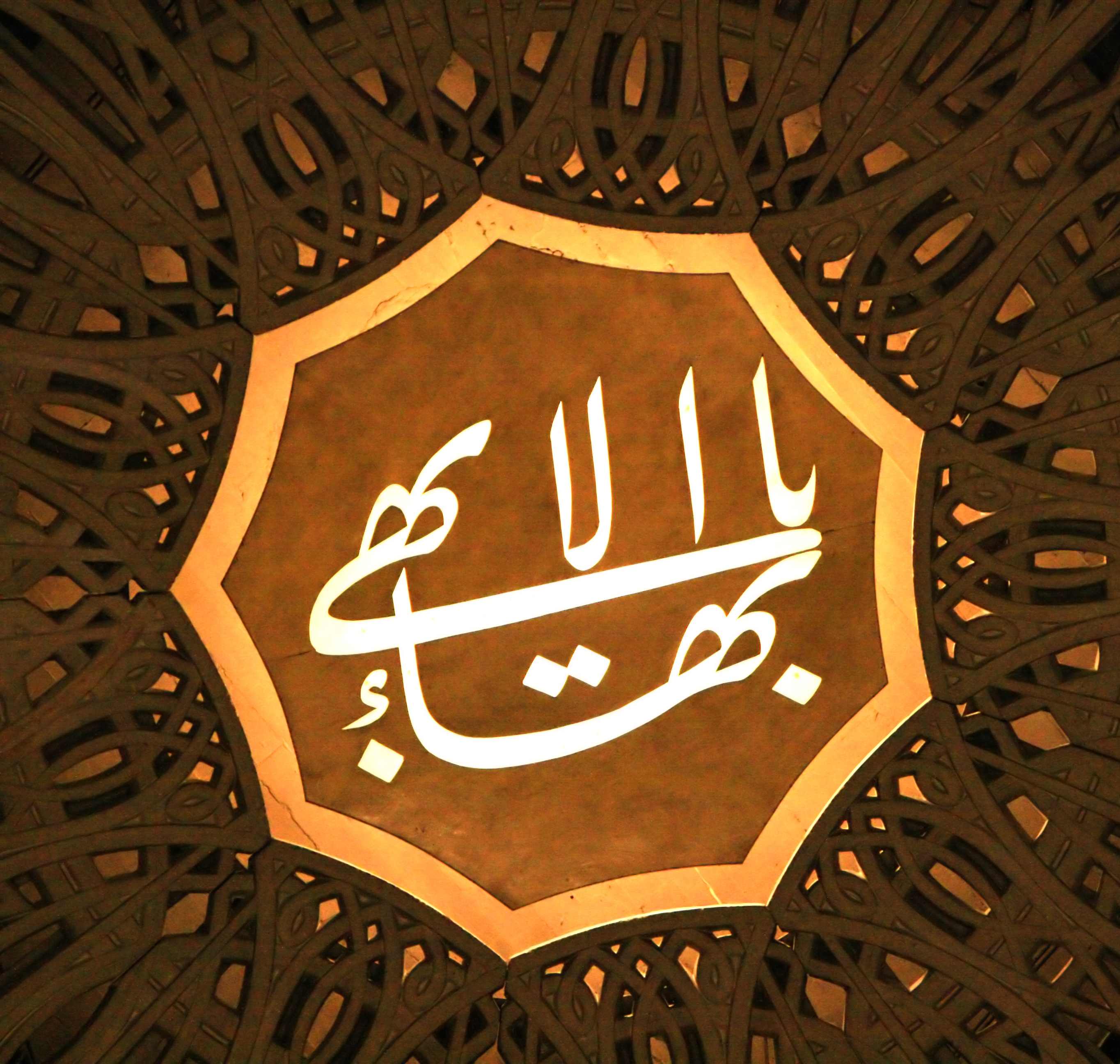
کتاب عهدی

کتابُ عهدی وصیت‌نامه بهاءالله، بنیان‌گذار آیین بهائی است. او این اثر را حداقل یک سال قبل از وفاتش در سال ۱۸۹۲ میلادی به رشته تحریر درآورد. محمدعلی فیضی در کتابی با عنوان «حضرت بهاءالله»، هدف نوشتن وصیتنامه را اتمام حجت و جلوگیری از ایجاد اختلاف و نفاق بین بهائیان ذکر کرده است. بهاءالله در این اثر عبدالبهاء، فرزند ارشد خود را به عنوان جانشین، مرکز عهد و میثاق الهی، مرجع آئین بهائی، تبیین‌کننده و مُفسر رسمی آثار پس از خود معرفی می‌کند و مقام میرزا محمد علی برادر کوچکتر عبدالبهاء را در رتبه بعد تعیین می‌کند. 
صبح روز نهم از وفات بهاءالله، «کتابُ عهدی» بین نه شاهد که از میان اصحاب و خانواده بهاءالله انتخاب شده بودند خوانده می‌شود و عصر همان روز این اثر در جمع بزرگتری در روضه مبارکه مجدداً قرائت می‌شود. در «کتابُ عهدی» بهاءالله با اشاره به آیه کتاب اقدس در مورد جانشینی خود، مشخص می‌کند که مقصود از آن آیه عبدالبهاء است. پیش از این نیز بهاءالله در آثار دیگری مانند «سورة الغصن» که در دوران تبعیدش در ادرنه یا «لوح ارض باء» که در زندان عکا نوشته بود به مقام عبدالبهاء اشاره کرده بود.
بهاءالله علاوه بر مسئله جانشینی و عهد و میثاق الهی به مسائل دیگری نیز در «کتابُ عهدی» پرداخته است. وی مقصود از تحمل مصائب وارده بر خود و ظهور آئین بهائی را از میان بردن کینه و دشمنی و ایجاد اتحاد و اتفاق برای آسایش بشر اعلان می‌کند و «نزاع و جدال» را شدیداً نهی می‌کند. وی هدف از ظهور «مذهب الهی» را ایجاد «محبت و اتحاد» در بین مردم می‌داند، از «اهل عالم» می‌خواهد آن را سبب «عداوت و اختلاف» ننمایند و از آن با عناوینی مانند «اسباب نظم» و «علت اتحاد» یاد می‌کند. بهاءالله همچنین در این کتاب بر کسب فضائل اخلاقی تأکید می‌کند، فضائلی همچون راستی، تقوی، اخلاق و اعمال پاک، تکثرگرایی دینی، احترام به پیروان همه ادیان، اتحاد و محبت. او همچنین مردمان را از گفتار زشت، «لعن و طعن»، آنچه سبب کدورت انسان می‌شود، نزاع، جدال، اختلاف و عداوت برحذر می‌دارد. بهاءالله در این اثر از «علماء و امراء» در آئین بهائی اسم می‌برد که به گفته شوقی ربانی اشاره او به ایادیان امرالله، مبلغین و مؤسسات انتخابی این آئین است یعنی محافل روحانی و بیت العدل اعظم. در پایانِ «کتابُ عهدی»، بهاءالله از بهائیان می‌خواهد که به «خدمت اُمَم» و «اصلاح عالم» مشغول شوند.